# Боруц, Артур
А́ртур Бо́руц (пол. Artur Boruc; 20 февраля 1980, Седльце, Польша) — польский футболист, вратарь.
Выступал за польские «Погонь», «Легию» и «Дольцан», шотландский «Селтик» и итальянскую «Фиорентину». Затем играл в английской Премьер-лиге за «Саутгемптон» и «Борнмут». Завершил карьеру, вернувшись в «Легию».
За национальную сборную Польши Артур сыграл 65 матчей, пропустил 63 мяча. Участник чемпионата мира 2006 года и европейского первенства 2008 года. Также Боруц был в составе сборной Польши на чемпионате Европы 2016 года, однако не сыграл на этом турнире ни одного матча.

## Ранние годы
Артур родился 20 февраля 1980 года в польском городе Седльце в семье бывшего хоккеиста Владислава и домохозяйки Ядвиги Боруц. Помимо него, в семье был ещё сын, Роберт, и три дочери — Катаржина, Анна и Паулина.
Детство Боруца прошло в доме на улице Вышинского в Седльце. Маленький Артур разделил увлечение футболом со своим старшим братом — мальчики проводили много времени на площадках, гоняя мяч.
В девять лет Артур стал обучаться футбольному мастерству в клубе «Погонь» из его родного города. Сначала он был нападающим, но тренер Йозеф Топчевский, быстро разглядев в Боруце задатки вратаря, перевёл его в ворота.
Бабушка Артура, жившая в то время с семейством Боруцев, была уверена, что спорт для её внука — лишь развлечение, а не будущий источник дохода, и настояла на том, чтобы он получил образование. В итоге Артур поступил в местный техникум, где параллельно с футболом выучился на автомеханика.

## Клубная карьера

### Польша
В начале 1996 года Боруц подписал с «Погонью» свой первый профессиональный контракт. Дебют в первом составе клуба состоялся в том же сезоне в поединке против команды «Орлета» из города Лукув. С тех пор Артур стал основным голкипером «Погони». В сезоне 1997/98 своей уверенной игрой в воротах Боруц помог своему клубу стать обладателем трофея «Province Polish Cup».
В 1998 году «Погонь» играла товарищеский матч против варшавской «Легии» на стадионе Войска Польского. Игра молодого Боруца привлекла внимание со стороны столичного клуба, и он был приглашён на предсезонный сбор «бойцов», проводившийся на Сицилии. Успешно подтвердив свой вратарский талант, Артур подписал с «Легией» соглашение о сотрудничестве.
Стать первым голкипером столичного клуба Боруцу сразу же не удалось — непререкаемым первым номером «бойцов» в то время был Гжегож Шамотульский. Поэтому первые полтора года в «Легии» Артур играл в дублирующей команде, вторую же половину сезона 2000/01 по арендному соглашению он провёл в клубе «Дольцан» из города Зомбки, за который отыграл 10 матчей.
По возвращении из аренды Боруц ещё два года ждал своего шанса, оставаясь вторым вратарём «бойцов» при меняющихся первых номерах команды — Збигневе Робакевиче, Войцехе Ковалевски и Радостине Станеве. Наконец, 8 марта 2002 года состоялся дебют голкипера за первый состав «Легии» — Артур вышел на замену вместо получившего травму Станева в поединке против первой команды Боруца — «Погони» из Щецина. Ко второй части сезона 2002/03 Артур сумел завоевать место основного вратаря столичной команды.
В июне 2004 года польский голкипер забил свой единственный гол в карьере — произошло это в победном для «Легии» матче против клуба «Видзев». Боруц в этой встрече реализовал пенальти и отпраздновал это событие, организовав своеобразное шествие игроков своей команды, которое он и возглавил, размахивая угловым флагом, за что и получил жёлтую карточку от рефери.
Всего в Экстраклассе сыграл 69 матчей.

### «Селтик»
20 июля 2005 года Боруц перебрался на Британские острова. Его новым клубом стал шотландский «Селтик», куда он перешёл по арендному соглашению сроком на один год с опцией возможного последующего выкупа. Артур сразу стал основным вратарём «бело-зелёных», и руководители глазговской команды, не дожидаясь окончания периода аренды, предложили поляку контракт, рассчитанный на три с половиной года, который Боруц подписал 17 октября].
21 ноября 2006 года в матче Лиги чемпионов, в котором «бело-зелёные» на «Селтик Парк» принимали английский «Манчестер Юнайтед», Артур стал главным героем встречи, отразив на 89-й минуте игры 11-метровый удар манкунианцев, исполненный Луи Саа. Тем самым вратарь помог своему клубу обеспечить второе место в своей группе и выйти в плей-офф ЛЧ.

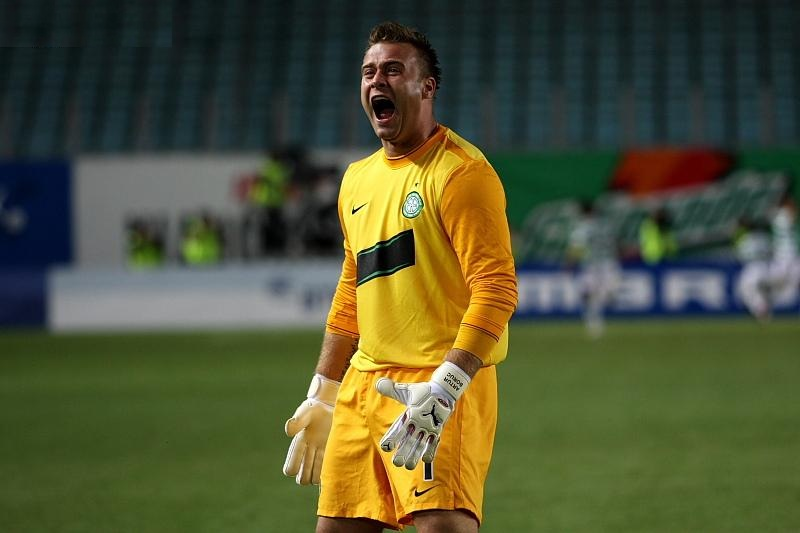
Боруц в составе «Селтика», 2009 год

В январе следующего года Боруц удостоился звания «Лучшего игрока месяца» шотландской Премьер-лиги по итогам декабря. Это был всего лишь пятый случай в истории этой награды, когда её получал вратарь. В конце сезона Артур также был номинирован на звание «Игрок года в Шотландии».
В августе 2007 года «Селтик» в рамках третьего квалификационного раунда Лиги чемпионов встречался с вице-чемпионом российской Премьер-лиги, московским «Спартаком». В гостевом матче «кельты» сумели добиться ничьи 1:1, основное время ответной встречи на «Селтик Парк» также закончилось с таким же счётом. В серии послематчевых пенальти польский вратарь вновь доказал свою важность для глазговцев — он отразил два удара москвичей, выведя свою команду в групповой этап главного клубного турнира Европы.
5 января 2008 года стало известно, что вратарь продлил соглашение с «кельтами» до 2011 года.
20 октября 2008 года Артур вошёл в расширенный список из 55 игроков, претендовавших на включение в символическую сборную мира по версии Международной федерации ассоциаций профессиональных футболистов по итогам 2008 года.
28 января 2009 года благодаря Боруцу «Селтик» пробился в финал Кубка лиги — Артур опять продемонстрировал своё мастерство в послематчевых одиннадцатиметровых ударах в матче против «Данди Юнайтед». 12 декабря 2009 года, сыграв в поединке глазговцев с «Мотеруэллом», Артур провёл свой 200-й матч в составе «кельтов».
Несмотря на всё это, Боруц ещё ранее потерял доверие главного тренера «Селтика», Тони Моубрея. Связано это было с многочисленными ошибками вратаря как в клубе, так и в сборной Польши. Немалую роль в этом сыграла психологическая травма Артура, которую он переживал после развода со своей женой Катаржиной — Боруц, никогда не скрывавший, что он курит, стал ещё и злоупотреблять алкоголем, вследствие чего потерял форму, прибавив в весе почти 15 килограмм.
В апреле 2010 года голкипер выиграл награду за лучший сейв сезона. 4 мая Боруц сыграл, как оказалось впоследствии, свой последний матч за «Селтик», коим стало дерби «Old Firm» с «Рейнджерс». Позднее появились слухи о скором уходе Боруца из стана «кельтов». Главными претендентами на польского вратаря стали английский «Арсенал» и испанская «Севилья», которые обратились к руководству «бело-зелёных» с запросом на продажу Артура.

#### «Святой вратарь»
25 августа 2006 года Боруц был предупреждён полицией Глазго по поводу своих оскорбительных жестов в адрес фанатов принципиального соперника «Селтика», «Рейнджерс», которые Артур позволил себе в последнем на тот момент дерби «Старой фирмы». По сообщению портала «BBC Sport», в правоохранительные органы Шотландии поступили три заявления от разгневанных болельщиков «Джерс» с требованием привлечь польского голкипера к ответственности за провокационные действия в недавнем матче. По их словам, Боруц в начале игры «поприветствовал» поклонников «Рейнджерс» знаменитым «жестом Черчилля» — «V for Victory», а затем насмешливо перекрестил их. Данный инцидент видеокамеры не зафиксировали, поэтому предупреждение Боруцу было сделано лишь на основании этих заявлений и слов свидетелей. Шотландская пресса сразу же придумала новое прозвище для Артура — «Святой Вратарь».
Шотландская прокуратора не нашла в поступке Боруца ничего криминального:
Вратарь перекрестился сам, а болельщики глазговцев приняли это на свой счёт. Зрители рассказали, что Артур потешался над ними и во время матча, подстрекал сектор «Рейнджерс» провокационными жестами. Они, возможно, и имели место быть, но фанаты среагировали на это слишком бурно, вследствие чего в ситуацию вмешалась полиция и в течение десяти минут навела порядок на трибуне.
Дело вышло на новый уровень, когда в шотландском Парламенте специально созданная для разбора этого инцидента группа выступила с заявлением о том, что «осенение себя крестом является само по себе выражением католической веры; однако использование его в целях разжигания межконфессиональной розни должно преследоваться по закону».
Через некоторое время это высказывание прокомментировали официальные представители Ватикана — они раскритиковали решение о судебном преследовании Боруца и выразили сожаление в том, что «Шотландия, кажется, сделала себя одним из немногих государств в мире, где обычный религиозный жест является преступлением». После обширных дискуссий в прессе и обществе, 28 августа 2006 года прокуратура Шотландии вынесла окончательное решение по инциденту прямо противоположное своему первому — было признано, что Боруц в насмешку окрестил именно фанатов «рейнджеров», это не было «индивидуальным религиозным жестом». Вратарь был оштрафован на 500 фунтов стерлингов.
17 декабря 2006 года Боруц вновь перекрестился на матче «Селтик» — «Рейнджерс», фанаты «Джерс» освистали голкипера, но на этот раз никаких исков не последовало. Источник в полиции рассказал, что встреча прошла без инцидентов.
В апреле 2008 года Артур вновь попал под обструкцию фанатов «Джерс» — на этот раз причиной гнева болельщиков стала нательная футболка Боруца с изображением покойного Папы Римского Иоанна Павла II и надписью «Боже, благослови Папу» (англ. God bless the Pope), продемонстрированная вратарём после дерби «Old Firm».
Ранее, в мае 2007 года, Шотландская футбольная ассоциация строго предупредила польского голкипера за демонстрацию, которую он допустил вновь после матча непримиримых соперников из Глазго — Артур устроил около трибуны фанатов «Рейнджерс» танец с флагом цветов «Селтика», надпись на котором гласила — «Чемпионы!».

### «Фиорентина»

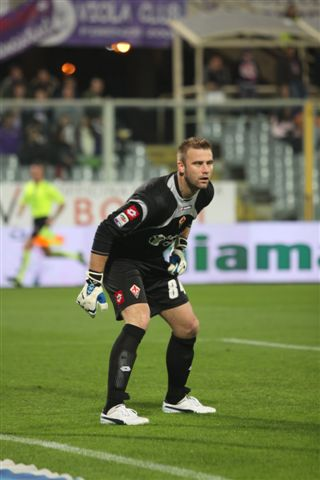
Боруц в матче за «Фиорентину»

12 июля 2010 года пресс-служба итальянского клуба «Фиорентина» распространила информацию о том, что между «фиалками» и «Селтиком» была достигнута принципиальная договорённость по переезду Артура на Апеннинский полуостров. Сделка была завершена 15 июля — Боруц заключил с «фиолетовыми» двухлетний контракт.
В первом туре чемпионата Италии сезона 2010/11, в котором «Фиорентина» встречалась с «Наполи» Артур участия не принял, весь матч проведя на скамейке запасных. Главный тренер «фиалок» Синиша Михайлович мотивировал свой выбор первого голкипера на этом матч в пользу Себастьяна Фрея «лидерскими качествами француза и его хорошим знанием Серии А». Также специалист отметил, что, «если Боруц себя проявит, то у него есть все шансы стать основным вратарём клуба». Однако, польский голкипер в интервью итальянским журналистом, заявил, что недоволен ситуацией и выразил готовность покинуть «Фиорентину» в случае отсутствия игровой практики. В конце сентября появилась информация, что в зимнее трансферное окно Артур может вернуться в Польшу — к не имеющему игровой практики вратарю проявил интерес его бывший клуб «Легия».
26 октября Боруц наконец дебютировал в первом составе «Фиорентины» — в тот день «фиалки» в поединке третьего раунда Кубка Италии встречались с «Эмполи». Артур оставил свои ворота в неприкосновенности, а единственный гол в этом матче забил в дополнительное время игрок флорентийцев, Кума Бабабар. Вскоре после этого основной вратарь «фиалок» Фрей на тренировке травмировал колено и выбыл на полгода, благодаря чему Боруц стал первым голкипером «Фиорентины». 27 ноября Артур своей хорошей игрой в воротах флорентийцев помог своему клубу отстоять ничью 1:1 в поединке против «Ювентуса». Главный тренер «старой синьоры», Луиджи Дельнери, отметил игру польского вратаря, сказав, что Боруц «мог выиграть этот матч в одиночку». В начале лета 2011 года Артур укрепился в роли основного голкипера «Фиорентины» после того, как его прямой конкурент по позиции, Себастьян Фрей, перебрался в «Дженоа».

### «Саутгемптон»
22 сентября 2012 года Боруц вернулся в Британию, поставив подпись под однолетним контрактом с клубом английской Премьер-лиги «Саутгемптоном». 20 октября Артур впервые защищал цвета «святых» в официальной встрече. Дебют не удался, польский вратарь пропустил четыре мяча от футболистов «Вест Хэм Юнайтед», а его команда уступила 1:4. 28 октября Боруц вновь проявил свой нрав, бросив бутылку с водой в фанатов «Тоттенхэм Хотспур» во время календарной игры чемпионата Англии.
Несмотря на скандалы в начале своей карьеры в «Саутгемптоне», Боруц вернул себе место в первой команде и играл во всех матчах клуба в чемпионате с 1 января 2013 года до конца сезона. 9 марта 2013 года в матче лиги против «Норвич Сити» на «Карроу Роуд» Боруц отразил пенальти на 90-й минуте от Гранта Холта. Игра завершилась безголевой ничьей, благодаря чему «Саутгемптон» избежал вылета. Хорошая форма Боруца, набранная после возвращения в первую команду «Саутгемптона», вызвала у тренера Маурисио Почеттино желание подписать с Боруцем более долгосрочный контракт. 18 апреля 2013 года это желание было реализовано, когда Боруц подписал новый двухлетний контракт с клубом. 12 мая 2013 года «Саутгемптон» сыграл вничью 1:1 с «Сандерлендом», обеспечив себе место в Премьер-лиге на следующие сезон, команда финишировала на 14-м месте.
Окончательно утвердившись в качестве первого вратаря в «Саутгемптоне», Боруц помог своей команде успешно начать сезон 2013/14. 26 октября 2013 года после победы клуба над «Фулхэмом» со счётом 2:0 команда набрала 18 очков и вышла на третье место в Премьер-лиге, это было лучшее начало сезона клуба в высшем дивизионе за всю его историю.
2 ноября 2013 года на 13-й секунде матча со «Сток Сити» Боруц пропустил гол от своего визави Асмира Беговича. 23 ноября в игре с «Арсеналом» Боруц пытался обыграть нападающего Оливье Жиру в своей штрафной площади, француз отобрал мяч и пробил в пустые ворота, открыв счёт в матче. В итоге «Арсенал» выиграл 2:0. Через неделю Боруц сломал руку, пытаясь отбить удар Демба Ба в матче с «Челси», «пенсионеры» выиграли со счётом 3:1, а Боруц пробыл в лазарете в течение шести недель. Боруц вернулся после травмы 11 января 2014 года и отстоял «на ноль» в матче против «Вест Бромвич Альбион», в том числе на последних минутах не дал Шейну Лонгу сравнять счёт («Саутгемптон» выиграл 1:0).

### «Борнмут»

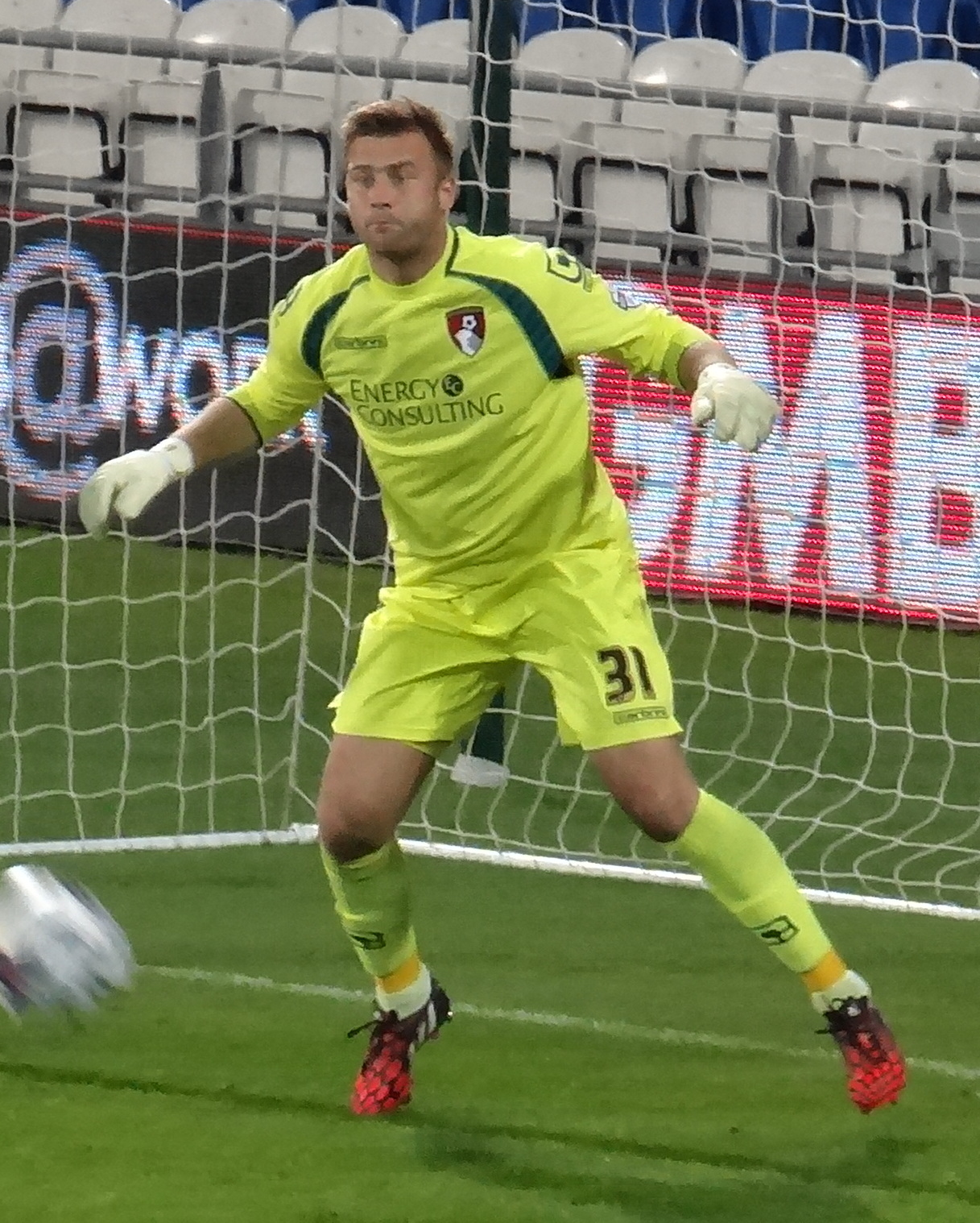
Боруц в игре за «Борнмут»

19 сентября 2014 года Боруц на правах аренды присоединился к «Борнмуту» из Чемпионшипа. Он дебютировал за клуб на следующий день в гостевом матче против «Уотфорда», игра завершилась вничью 1:1. 25 октября 2014 года «Борнмут» на выезде обыграл «Бирмингем Сити» со счётом 8:0. «Вишни» впервые в своей истории забили восемь голов в игре чемпионата (за исключением матча в сентябре 1939 года, когда клуб одержал победу над «Нортгемптон Таун» со счётом 10:0, однако, результат матча не считается официальным из-за срыва чемпионата в ходе Второй мировой войны). Боруц сыграл свою роль в установлении рекорда, отбив на 53-й минуте пенальти в исполнении Пола Кэддиса при счёте 3:0. Боруц хорошо выступал в «Борнмуте», к концу декабря 2014 года он отстоял девять «сухих» матчей из 18, чем помог клубу подняться в верхнюю часть турнирной таблицы. Таким образом, кредит был продлён до конца сезона, Боруц прокомментировал ситуацию: «Я рад, что я здесь и что я являюсь частью большой команды, и именно поэтому я остаюсь до конца сезона». 2 мая 2015 года Боруц в составе «Борнмута» выиграл Чемпионшип и завоевал повышение в Премьер-лигу.
26 мая 2015 года перед своим дебютным сезоном в высшей лиге «Борнмут» объявил о покупке Боруца, ставшего свободным агентом.
Боруц начал 2015/16 сезон в качестве основного вратаря «Борнмута», 8 августа 2015 года он участвовал в первом в истории клуба матче в высшем дивизионе против «Астон Виллы». 19 сентября он отстоял «на ноль» в матче с «Сандерлендом» на «Дин Корт» (2:0). 25 октября после неудачного домашнего матча против «Тоттенхэма», когда «Борнмут» проиграл со счётом 5:1, Боруц уступил место в воротах Адаму Федеричи, который провёл все четыре ноябрьских матча клуба. Благодаря травме Федеричи Боруц вернулся в основу. 5 декабря он сыграл против «Челси», его команда выиграла с минимальным счётом. Через неделю Боруц помог «Борнмуту» дома победить «Манчестер Юнайтед» со счётом 2:1.
По итогам сезона 2016/17 Боруц был признан лучшим игроком «Борнмута» по версии болельщиков.
17 мая 2018 года Боруц подписал новый контракт с «Борнмутом» до лета 2019 года. В начале июня 2019 года снова продлил контракт, но так и не сыграл ни одного матча за клуб в сезоне 2019/20.

### Возвращение в «Легию»
1 августа 2020 года Боруц вернулся в «Легию», подписав годичный контракт. Он дебютировал в первом матче «Легии» в сезоне 2020/21, команда обыграла «Белхатув» со счётом 6:1 в Кубке Польши. В том сезоне он выиграл с клубом чемпионат страны. Боруц стал самым возрастным чемпионом Польши в 41 год и 67 дней. 21 мая 2022 года было объявлено об уходе Боруца из варшавской команды. 17 июня он объявил о завершении карьеры и планах на прощальный матч. 20 июля состоялся прощальный матч вратаря под названием King’s Party, в котором «Легия» встретилась с шотландским «Селтиком», бывшим клубом Боруца. Боруц отыграл первые 45 минут, в которых гости забили два мяча, а «Легия» уступала 0:2. Он символично вновь вышел на поле на 90-й минуте матча, заменив Цезария Мишту, матч завершился со счётом 2:2.

### Клубная статистика
| Клуб                        | Сезон                       | Чемпионат | Чемпионат | Кубок | Кубок | Кубок Лиги | Кубок Лиги | Еврокубки | Еврокубки | Итого | Итого     |
| Клуб                        | Сезон                       | Игры      | Голы      | Игры  | Голы  | Игры       | Голы       | Игры      | Голы      | Игры  | Голы      |
| --------------------------- | --------------------------- | --------- | --------- | ----- | ----- | ---------- | ---------- | --------- | --------- | ----- | --------- |
| Погонь (Седльце)            | 1996/97                     | —         | —         | —     | —     | —          | —          | —         | —         | —     | —         |
| Погонь (Седльце)            | 1997/98                     | —         | —         | —     | —     | —          | —          | —         | —         | —     | —         |
| Погонь (Седльце)            | 1998/99                     | —         | —         | —     | —     | —          | —          | —         | —         | —     | —         |
| Всего за «Погонь» (Седльце) | Всего за «Погонь» (Седльце) | 12?       | −?        | 0     | 0     | 0          | 0          | 0         | 0         | 12?   | −?        |
| Легия                       | 1999/2000                   | —         | —         | —     | —     | —          | —          | —         | —         | 0     | 0         |
| Легия                       | 2000/01                     | —         | —         | —     | —     | —          | —          | —         | —         | 0     | 0         |
| Легия                       | 2001/02                     | 5         | −5        | 1     | −1    | —          | —          | —         | —         | 6     | −6        |
| Легия                       | 2002/03                     | 12        | −11       | —     | —     | —          | —          | —         | —         | 12    | −11       |
| Легия                       | 2003/04                     | 26        | −22 (1)*  | 4     | −2    | —          | —          | —         | —         | 30    | −24 (1)*  |
| Легия                       | 2004/05                     | 26        | −19       | 10    | −12   | —          | —          | 4         | −4        | 40    | −35       |
| Всего за «Легию»            | Всего за «Легию»            | 69        | −57 (1)*  | 15    | −15   | 0          | 0          | 4         | −4        | 88    | −76 (1)*  |
| Дольцан                     | 2000/01                     | 10?       | −?        | 1     | −2    | —          | —          | —         | —         | 11    | −2?       |
| Всего за «Дольцан»          | Всего за «Дольцан»          | 10?       | −?        | 1     | −2    | 0          | 0          | 0         | 0         | 11    | −2?       |
| Селтик                      | 2005/06                     | 34        | −30       | 1     | −2    | 4          | −2         | 1         | 0         | 40    | −34       |
| Селтик                      | 2006/07                     | 36        | −29       | 5     | −3    | 2          | −1         | 8         | −9        | 51    | −42       |
| Селтик                      | 2007/08                     | 30        | −20       | 4     | −3    | 2          | −3         | 9         | −11       | 45    | −37       |
| Селтик                      | 2008/09                     | 34        | −28       | 3     | −3    | 4          | −1         | 6         | −7        | 47    | −39       |
| Селтик                      | 2009/10                     | 28        | −26       | 2     | −2    | —          | —          | 8         | −13       | 38    | −41       |
| Всего за «Селтик»           | Всего за «Селтик»           | 162       | −133      | 15    | −13   | 12         | −7         | 32        | −40       | 221   | −193      |
| Фиорентина                  | 2010/11                     | 26        | −29       | 1     | 0     | —          | —          | —         | —         | 27    | −29       |
| Фиорентина                  | 2011/12                     | 36        | −41       | 1     | −1    | —          | —          | —         | —         | 37    | −42       |
| Всего за «Фиорентина»       | Всего за «Фиорентина»       | 62        | −70       | 2     | −1    | 0          | 0          | 0         | 0         | 64    | −71       |
| Саутгемптон                 | 2012/13                     | 20        | −28       | 1     | −5    | —          | —          | —         | —         | 21    | −33       |
| Саутгемптон                 | 2013/14                     | 29        | −28       | —     | —     | —          | —          | —         | —         | 29    | −28       |
| Всего за «Саутгемптон»      | Всего за «Саутгемптон»      | 49        | −56       | 1     | −5    | 0          | 0          | 0         | 0         | 50    | −61       |
| Борнмут                     | 2014/15                     | 37        | −33       | —     | —     | 2          | −3         | —         | —         | 39    | −36       |
| Борнмут                     | 2015/16                     | 32        | −51       | —     | —     | —          | —          | —         | —         | 32    | −51       |
| Борнмут                     | 2016/17                     | 35        | −63       | —     | —     | —          | —          | —         | —         | 35    | −63       |
| Борнмут                     | 2017/18                     | —         | —         | 2     | −5    | 4          | −4         | —         | —         | 6     | −9        |
| Борнмут                     | 2018/19                     | 12        | −18       | 1     | −3    | 4          | −4         | —         | —         | 17    | −25       |
| Борнмут                     | 2019/20                     | —         | —         | —     | —     | —          | —          | —         | —         | 0     | 0         |
| Всего за «Борнмут»          | Всего за «Борнмут»          | 116       | −165      | 3     | −8    | 10         | −11        | 0         | 0         | 129   | −184      |
| Легия                       | 2020/21                     | 25        | −21       | 1     | −1    | —          | —          | 4         | −5        | 30    | −27       |
| Легия                       | 2021/22                     | 11        | −10       | 1     | −1    | —          | —          | 10        | −9        | 22    | −20       |
| Всего за «Легию» совокупно  | Всего за «Легию» совокупно  | 105       | −88 (1)*  | 17    | −17   | 0          | 0          | 18        | −18       | 140   | −123 (1)* |
| Всего за карьеру            | Всего за карьеру            | 516       | −512 (1)* | 39    | −46   | 22         | −18        | 50        | −58       | 627   | −634 (1)* |

* — забитый гол

## Сборная Польши

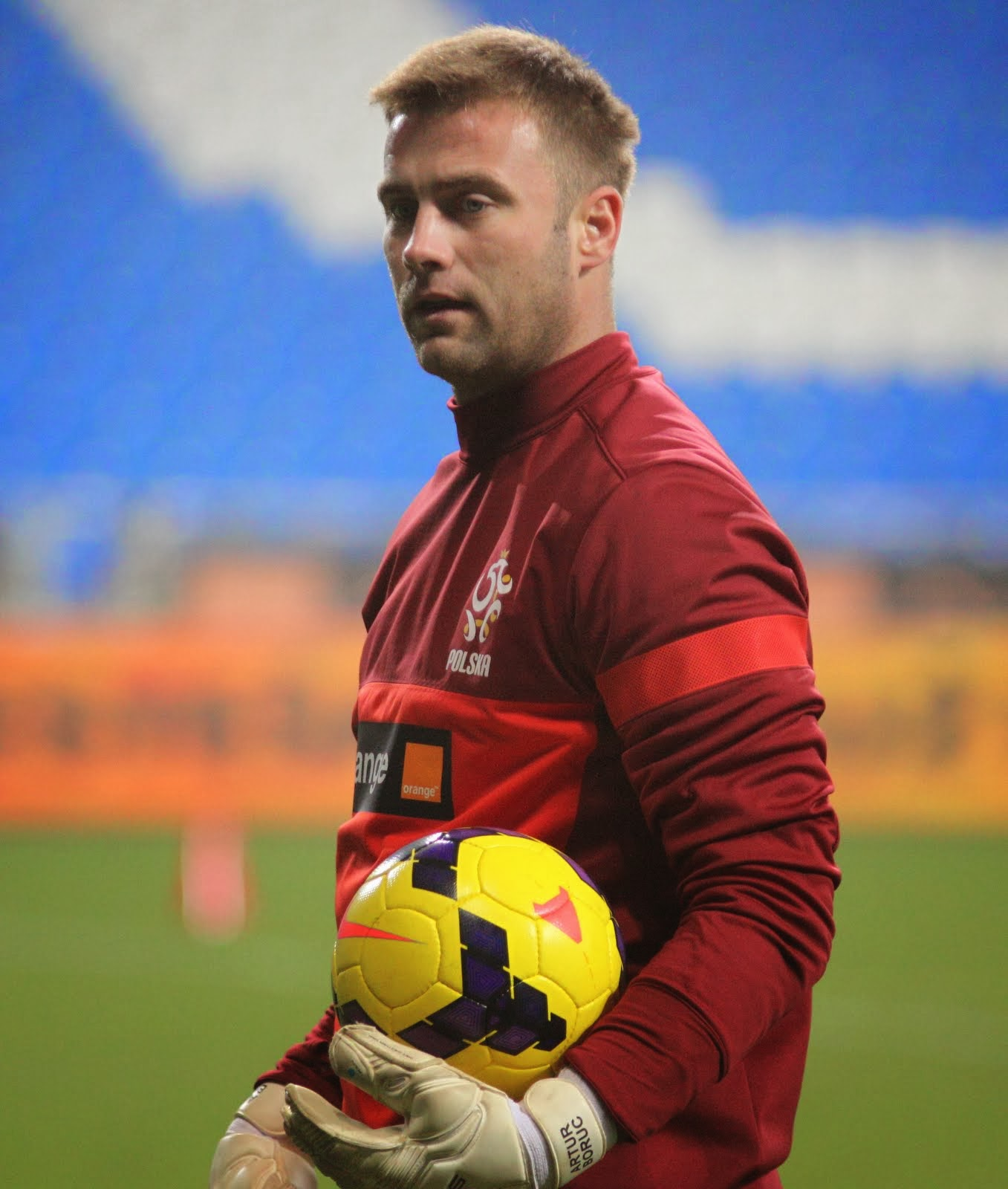
Боруц тренируется со сборной (2013 год)

Во время выступлений в клубе «Погонь» Боруц защищал цвета своей страны в различных юношеских национальных командах Польши.
Дебют Артура за сборную своей страны состоялся 28 апреля 2004 года в товарищеской встрече поляков со сборной Ирландии.

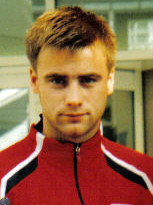
Боруц в 2007 году

Боруц был включён в состав «бело-красных», участвовавших в финальных играх чемпионата мира 2006 года в Германии]. Главный тренер поляков, Павел Янас, взял на мундиаль трёх примерно равных голкиперов — наряду с Артуром это были Томаш Кушчак и Лукаш Фабьяньский, однако во всех трёх играх сборной на этом турнире, коими были поединки с Эквадором, Германией и Коста-Рикой, её ворота неизменно защищал представитель «Селтика».
Боруц был основным вратарём сборной Польши на Евро-2008. Несмотря на два пропущенных мяча в стартовой игре «орлов» против Германии, Артур вышел на поле и во втором матче поляков. Это была важная встреча с австрийцами, позволяющая подопечным Лео Бенхаккера продолжить борьбу за выход в плей-офф Евро в случае победы. На 30-й минуте игры поляки вышли вперёд благодаря голу Геррейро. Счёт 1:0 сохранялся вплоть до конца игры. На второй добавленной минуте главный арбитр Ховард Уэбб назначил довольно спорный пенальти в ворота Польши. В дуэли Ивицы Вастича и Артура Боруца победителем вышел первый. Ничья развеяла все мечты поляков на продолжение своего турнирного пути на Евро. В последнем, ничего незначащем для них матче они уступили хорватам 0:1.
За самоотверженную игру польского вратаря на турнире немецкие и австрийские СМИ дали ему прозвище «инопланетянин».
27 августа 2008 года Боруц, а также его партнёры по польской сборной, Дариуш Дудка и Радослав Маевский, были исключены из состава национальной команды за нарушение режима после товарищеского матча со сборной Украины, в котором Артур не играл. Президент Польского футбольного союза Михал Листкевич обвинил футболистов в том, что они самовольно покинули расположение сборной в Киеве и были замечены в другой местной гостинице за распитием алкоголя. Игроки не стали отрицать свою вину и публично извинились перед болельщиками и партнёрами по команде. Отбыв двухматчевую дисквалификацию от Польского футбольного союза, Боруц вновь занял место в воротах сборной 11 октября в отборочном матче к мировому первенству 2010 против сборной Чехии.
После двухлетнего перерыва Боруц вновь был вызван в сборную Польши в январе 2013 года и через неделю 6 февраля 2013 года сыграл в матче против Ирландии, который был проигран со счётом 2:0. Боруц играл за сборную в следующих двух матчах 22 и 26 марта 2013 года, в рамках квалификации к чемпионату мира против Украины и Сан-Марино соответственно.
Артур Боруц простился со сборной Польши, сыграв за неё в ноябре 2017 года в товарищеском матче против команды Уругвая. Встреча завершилась ничьей со счётом 0:0.
Всего за национальную команду Артур провёл 65 игр, пропустил 63 гола.

### Матчи за сборную Польши
| Матчи Боруца за сборную Польши | Матчи Боруца за сборную Польши | Матчи Боруца за сборную Польши                                    | Матчи Боруца за сборную Польши | Матчи Боруца за сборную Польши | Матчи Боруца за сборную Польши | Матчи Боруца за сборную Польши                    |
| №                              | Дата                           | Место                                                             | Оппонент                       | Счёт                           | Голы                           | Соревнование                                      |
| ------------------------------ | ------------------------------ | ----------------------------------------------------------------- | ------------------------------ | ------------------------------ | ------------------------------ | ------------------------------------------------- |
| 1                              | 28 апреля 2004                 | Стадион имени Здзислава Кшишковяка, Быдгощ, Польша                | Ирландия                       | 0:0                            | 0                              | Товарищеский матч                                 |
| 2                              | 29 мая 2004                    | «Флориан Крюгер», Щецин, Польша                                   | Греция                         | 1:0                            | 0                              | Товарищеский матч                                 |
| 3                              | 11 июля 2004                   | «Солджер Филд», Чикаго, США                                       | США                            | 1:1                            | −1                             | Товарищеский матч                                 |
| 4                              | 18 августа 2004                | Городской стадион, Познань, Польша                                | Дания                          | 1:5                            | −3                             | Товарищеский матч                                 |
| 5                              | 9 февраля 2005                 | «Дискоболия», Гродзиск-Велькопольски, Польша                      | Беларусь                       | 1:3                            | −2                             | Товарищеский матч                                 |
| 6                              | 27 апреля 2005                 | «Солджер Филд», Чикаго, США                                       | Мексика                        | 1:1                            | −1                             | Товарищеский матч                                 |
| 7                              | 29 мая 2005                    | «Флориан Крюгер», Щецин, Польша                                   | Албания                        | 1:0                            | 0                              | Товарищеский матч                                 |
| 8                              | 17 августа 2005                | «Динамо», Киев, Украина                                           | Израиль                        | 3:2                            | 0                              | Товарищеский матч                                 |
| 9                              | 3 сентября 2005                | Стадион Войска Польского, Варшава, Польша                         | Австрия                        | 3:2                            | −2                             | Отборочный матч чемпионата мира по футболу 2006   |
| 10                             | 7 сентября 2005                | Стадион Войска Польского, Варшава, Польша                         | Уэльс                          | 1:0                            | 0                              | Отборочный матч чемпионата мира по футболу 2006   |
| 11                             | 7 октября 2005                 | Стадион Войска Польского, Варшава, Польша                         | Исландия                       | 3:2                            | −2                             | Товарищеский матч                                 |
| 12                             | 12 октября 2005                | «Олд Траффорд», Манчестер, Англия                                 | Англия                         | 1:2                            | −2                             | Отборочный матч чемпионата мира по футболу 2006   |
| 13                             | 13 ноября 2005                 | «Мини Эстади», Барселона, Испания                                 | Эквадор                        | 3:0                            | 0                              | Товарищеский матч                                 |
| 14                             | 1 марта 2006                   | «Фриц Вальтер», Кайзерслаутерн, Германия                          | США                            | 0:1                            | −1                             | Товарищеский матч                                 |
| 15                             | 14 мая 2006                    | «Амика», Вронки, Польша                                           | Фарерские острова              | 4:0                            | 0                              | Товарищеский матч                                 |
| 16                             | 30 мая 2006                    | «Шлёнски», Хожув, Польша                                          | Колумбия                       | 1:2                            | −1                             | Товарищеский матч                                 |
| 17                             | 3 июня 2006                    | «Фольксваген-Арена», Вольфсбург, Германия                         | Хорватия                       | 1:0                            | 0                              | Товарищеский матч                                 |
| 18                             | 9 июня 2006                    | «Ауф-Шальке», Гельзенкирхен, Германия                             | Эквадор                        | 0:2                            | −2                             | Чемпионат мира по футболу 2006 (финальные игры)   |
| 19                             | 14 июня 2006                   | «Вестфаленштадион», Дортмунд, Германия                            | Германия                       | 0:1                            | −1                             | Чемпионат мира по футболу 2006 (финальные игры)   |
| 20                             | 20 июня 2006                   | «АВД-Арена», Ганновер, Германия                                   | Коста-Рика                     | 2:1                            | −1                             | Чемпионат мира по футболу 2006 (финальные игры)   |
| 21                             | 15 ноября 2006                 | Стадион короля Бодуэна, Брюссель, Бельгия                         | Бельгия                        | 1:0                            | 0                              | Отборочный матч чемпионата Европы по футболу 2008 |
| 22                             | 7 февраля 2007                 | «Мунисипаль де Шапин», Херес-де-ла-Фронтера, Испания              | Словакия                       | 2:2                            | −2                             | Товарищеский матч                                 |
| 23                             | 24 марта 2007                  | Стадион Войска Польского, Варшава, Польша                         | Азербайджан                    | 5:0                            | 0                              | Отборочный матч чемпионата Европы по футболу 2008 |
| 24                             | 28 марта 2007                  | «Кельце», Кельце, Польша                                          | Армения                        | 1:0                            | 0                              | Отборочный матч чемпионата Европы по футболу 2008 |
| 25                             | 2 июня 2007                    | Республиканский стадион имени Тофика Бахрамова, Баку, Азербайджан | Азербайджан                    | 3:1                            | −1                             | Отборочный матч чемпионата Европы по футболу 2008 |
| 26                             | 6 июня 2007                    | Республиканский стадион, Ереван, Армения                          | Армения                        | 0:1                            | −1                             | Отборочный матч чемпионата Европы по футболу 2008 |
| 27                             | 22 августа 2007                | «Локомотив», Москва, Россия                                       | Россия                         | 2:2                            | −2                             | Товарищеский матч                                 |
| 28                             | 8 сентября 2007                | «Да Луж», Лиссабон, Португалия                                    | Португалия                     | 2:2                            | −2                             | Отборочный матч чемпионата Европы по футболу 2008 |
| 29                             | 12 сентября 2007               | Олимпийский стадион, Хельсинки, Финляндия                         | Финляндия                      | 0:0                            | 0                              | Отборочный матч чемпионата Европы по футболу 2008 |
| 30                             | 13 октября 2007                | Стадион Войска Польского, Варшава, Польша                         | Казахстан                      | 3:1                            | −1                             | Отборочный матч чемпионата Европы по футболу 2008 |
| 31                             | 17 ноября 2007                 | «Шлёнски», Хожув, Польша                                          | Бельгия                        | 2:0                            | 0                              | Отборочный матч чемпионата Европы по футболу 2008 |
| 32                             | 6 февраля 2008                 | «Зенон», Ларнака, Кипр                                            | Чехия                          | 2:0                            | 0                              | Товарищеский матч                                 |
| 33                             | 26 марта 2008                  | Городской стадион, Краков, Польша                                 | США                            | 0:3                            | −3                             | Товарищеский матч                                 |
| 34                             | 1 июня 2008                    | «Шлёнски», Хожув, Польша                                          | Дания                          | 1:1                            | −1                             | Товарищеский матч                                 |
| 35                             | 8 июня 2008                    | «Вёртерзеештадион», Клагенфурт, Австрия                           | Германия                       | 0:2                            | −2                             | Чемпионат Европы по футболу 2008 (финальные игры) |
| 36                             | 12 июня 2008                   | «Эрнст Хаппель», Баку, Австрия                                    | Австрия                        | 1:1                            | −1                             | Чемпионат Европы по футболу 2008 (финальные игры) |
| 37                             | 16 июня 2008                   | «Вёртерзеештадион», Клагенфурт, Австрия                           | Хорватия                       | 0:1                            | −1                             | Чемпионат Европы по футболу 2008 (финальные игры) |
| 38                             | 11 октября 2008                | «Шлёнски», Хожув, Польша                                          | Чехия                          | 2:1                            | −1                             | Отборочный матч чемпионата мира по футболу 2010   |
| 39                             | 15 октября 2008                | «Тегельне поле», Братислава, Словакия                             | Словакия                       | 1:2                            | −2                             | Отборочный матч чемпионата мира по футболу 2010   |
| 40                             | 11 февраля 2009                | «Комплексо Деспортиво», Вила-Реал-де-Санту-Антониу, Португалия    | Уэльс                          | 1:0                            | 0                              | Товарищеский матч                                 |
| 41                             | 28 марта 2009                  | «Уиндзор Парк», Белфаст, Северная Ирландия                        | Северная Ирландия              | 2:3                            | −3                             | Отборочный матч чемпионата мира по футболу 2010   |
| 42                             | 12 августа 2009                | Стадион имени Здзислава Кшишковяка, Быдгощ, Польша                | Греция                         | 2:0                            | 0                              | Товарищеский матч                                 |
| 43                             | 5 сентября 2009                | «Шлёнски», Хожув, Польша                                          | Северная Ирландия              | 1:1                            | −1                             | Отборочный матч чемпионата мира по футболу 2010   |
| 44                             | 9 сентября 2009                | «Людски врт», Марибор, Словения                                   | Словения                       | 0:3                            | −3                             | Отборочный матч чемпионата мира по футболу 2010   |
| 45                             | 4 сентября 2010                | Стадион Видзева, Лодзь, Польша                                    | Украина                        | 1:1                            | −1                             | Товарищеский матч                                 |
| 46                             | 10 октября 2010                | «Солджер Филд», Чикаго, США                                       | США                            | 2:2                            | −2                             | Товарищеский матч                                 |
| 47                             | 6 февраля 2013                 | «Авива», Дублин, Ирландия                                         | Ирландия                       | 0:2                            | −1                             | Товарищеский матч                                 |
| 48                             | 22 марта 2013                  | Национальный стадион, Варшава, Польша                             | Украина                        | 1:3                            | −3                             | Отборочный матч чемпионата мира по футболу 2014   |
| 49                             | 26 марта 2013                  | Национальный стадион, Варшава, Польша                             | Сан-Марино                     | 5:0                            | 0                              | Отборочный матч чемпионата мира по футболу 2014   |
| 50                             | 4 июня 2013                    | Городской стадион, Краков, Польша                                 | Лихтенштейн                    | 2:0                            | 0                              | Товарищеский матч                                 |
| 51                             | 7 июня 2013                    | «Зимбру», Кишинёв, Молдова                                        | Молдова                        | 1:1                            | −1                             | Отборочный матч чемпионата мира по футболу 2014   |
| 52                             | 14 августа 2013                | «PGE Arena», Гданьск, Польша                                      | Дании                          | 3:2                            | 0                              | Товарищеский матч                                 |
| 53                             | 6 сентября 2013                | Национальный стадион, Варшава, Польша                             | Черногория                     | 1:1                            | −1                             | Отборочный матч чемпионата мира по футболу 2014   |
| 54                             | 10 сентября 2013               | Олимпийский стадион, Серравалле, Сан-Марино                       | Сан-Марино                     | 5:1                            | −1                             | Отборочный матч чемпионата мира по футболу 2014   |
| 55                             | 11 октября 2013                | «Металлист», Харьков, Украина                                     | Украина                        | 0:1                            | −1                             | Отборочный матч чемпионата мира по футболу 2014   |
| 56                             | 15 ноября 2013                 | Городской стадион, Вроцлав, Польша                                | Словакия                       | 0:2                            | −2                             | Товарищеский матч                                 |
| 57                             | 13 мая 2014                    | «Имтех Арена», Гамбург, Германия                                  | Германия                       | 0:0                            | 0                              | Товарищеский матч                                 |
| 58                             | 6 июня 2014                    | «PGE Arena», Гданьск, Польша                                      | Литва                          | 2:1                            | −1                             | Товарищеский матч                                 |
| 59                             | 18 ноября 2014                 | Городской стадион, Вроцлав, Польша                                | Швейцария                      | 2:2                            | −1                             | Товарищеский матч                                 |
| 60                             | 16 июня 2015                   | «PGE Arena», Гданьск, Польша                                      | Греция                         | 0:0                            | 0                              | Товарищеский матч                                 |
| 61                             | 17 ноября 2015                 | Городской стадион, Вроцлав, Польша                                | Чехия                          | 3:1                            | −1                             | Товарищеский матч                                 |
| 62                             | 26 марта 2016                  | Городской стадион, Вроцлав, Польша                                | Финляндия                      | 5:0                            | 0                              | Товарищеский матч                                 |
| 63                             | 6 июня 2016                    | Городской стадион, Краков, Польша                                 | Литва                          | 0:0                            | 0                              | Товарищеский матч                                 |
| 64                             | 14 ноября 2016                 | «Городской стадион», Вроцлав, Польша                              | Словения                       | 1:1                            | −1                             | Товарищеский матч                                 |
| 65                             | 10 ноября 2017                 | «PGE Arena», Гданьск, Польша                                      | Уругвай                        | 0:0                            | 0                              | Товарищеский матч                                 |

Итого: 65 матчей / 63 пропущенных гола; 27 побед, 20 ничьих, 18 поражений.

### Сводная статистика игр/пропущенных голов за сборную
| Сборная          | Год              | Отборочные матчи ЧМ | Отборочные матчи ЧМ | Финальные матчи ЧМ | Финальные матчи ЧМ | Отборочные матчи ЧЕ | Отборочные матчи ЧЕ | Финальные матчи ЧЕ | Финальные матчи ЧЕ | Товарищеские матчи | Товарищеские матчи | Итого | Итого |
| Сборная          | Год              | Игры                | Голы                | Игры               | Голы               | Игры                | Голы                | Игры               | Голы               | Игры               | Голы               | Игры  | Голы  |
| ---------------- | ---------------- | ------------------- | ------------------- | ------------------ | ------------------ | ------------------- | ------------------- | ------------------ | ------------------ | ------------------ | ------------------ | ----- | ----- |
| Польша           | 2004             | —                   | —                   | —                  | —                  | —                   | —                   | —                  | —                  | 4                  | −4                 | 4     | −4    |
| Польша           | 2005             | 3                   | −4                  | —                  | —                  | —                   | —                   | —                  | —                  | 6                  | −5                 | 9     | −9    |
| Польша           | 2006             | —                   | —                   | 3                  | −4                 | 1                   | 0                   | —                  | —                  | 4                  | −2                 | 8     | −6    |
| Польша           | 2007             | —                   | —                   | —                  | —                  | 8                   | −5                  | —                  | —                  | 2                  | −4                 | 10    | −9    |
| Польша           | 2008             | 2                   | −3                  | —                  | —                  | —                   | —                   | 3                  | −4                 | 3                  | −4                 | 8     | −11   |
| Польша           | 2009             | 3                   | −7                  | —                  | —                  | —                   | —                   | —                  | —                  | 2                  | 0                  | 5     | −7    |
| Польша           | 2010             | —                   | —                   | —                  | —                  | —                   | —                   | —                  | —                  | 2                  | −3                 | 2     | −3    |
| Польша           | 2013             | 6                   | −7                  | —                  | —                  | —                   | —                   | —                  | —                  | 4                  | −3                 | 10    | −10   |
| Польша           | 2014             | —                   | —                   | —                  | —                  | —                   | —                   | —                  | —                  | 3                  | −2                 | 3     | −2    |
| Польша           | 2015             | —                   | —                   | —                  | —                  | —                   | —                   | —                  | —                  | 2                  | −1                 | 2     | −1    |
| Польша           | 2016             | —                   | —                   | —                  | —                  | —                   | —                   | —                  | —                  | 3                  | −1                 | 3     | −1    |
| Польша           | 2017             | —                   | —                   | —                  | —                  | —                   | —                   | —                  | —                  | 1                  | 0                  | 1     | 0     |
| Всего за карьеру | Всего за карьеру | 14                  | −21                 | 3                  | −4                 | 9                   | −5                  | 3                  | −4                 | 36                 | −29                | 65    | −63   |

## Игровые характеристики
Сильные стороны вратаря Боруца — уверенная игра на линии ворот и на выходах, хорошая реакция. Лидерские качества Артура и его харизма вселяют в защитников команд, где он играл и играет, чувство уверенности за «тылы» и, как следствие, позволяют им более спокойно действовать. Главными недостатками Боруца являются его невыдержанность и излишняя эмоциональность — постоянные конфликты и потасовки польского голкипера с соперниками и даже партнёрами на поле нередко приводили к удалениям вратаря.

## Достижения

### Командные достижения
«Легия»
- Чемпион Польши (2): 2001/02, 2020/21
- Обладатель Кубка польской лиги: 2001/02
- Финалист Кубка Польши: 2003/04

«Селтик»
- Чемпион Шотландии (3): 2005/06, 2006/07, 2007/08
- Обладатель Кубка Шотландии: 2006/07
- Обладатель Кубка шотландской лиги (2): 2005/06, 2008/09

«Борнмут»
- Победитель Чемпионшипа: 2014/15

### Личные достижения
- Игрок месяца шотландской Премьер-лиги: декабрь 2006
- Игрок года «Борнмута»: 2016/17

## Личная жизнь
Отец вратаря, Владислав, скончался в апреле 2010 года после продолжительной болезни, на десять лет пережив свою жену Ядвигу, которая умерла от рака, когда будущему игроку сборной Польши было 20.
21 апреля 2007 года в Глазго Боруц спас от нападения хулиганов польскую семью — 27-летнюю беременную женщину, её сестру и шурина.
11 июня 2008 года жена вратаря, Катаржина, в Варшаве родила ему сына. Мальчика назвали Алексом.
В том же году семья Боруца распалась из-за отношений Артура с бывшей звездой польского шоу «Идол», Сарой Манней. В апреле 2010 года в прессе появились сообщения, что Боруц и Манней ждут ребёнка. 9 августа 2010 года Сара родила девочку, названную Амелией. Дочь появилась на свет в родном городе Манней — Познани. В данный момент Артур проживает с Сарой, Амелией и дочерью от предыдущего брака Манней, Оливией.
В сентябре 2009 года газета «The Sun» опубликовала фотографии Боруца с некой молодой девушкой, предположив, что это его любовница. Как оказалось, спутницей Артура оказалась его младшая сестра Паулина. Таблоид был вынужден официально писать опровержение и публично извиняться перед футболистом. Такую же оплошность допустило и другое британское издание — «News of the World». Последствия для этого таблоида оказались более существенными — по результатам судебного заседания по иску к газете со стороны Боруца «Новости мира» выплатили голкиперу 70 тысяч фунтов стерлингов, что стало новым шотландским рекордом издержек по делам за клевету.
Артур является ярым болельщиком своего бывшего клуба — «Легии». Когда есть возможность, он обязательно посещает матчи команды, где бы они не проходили. Ещё в Польше стал известен его жест указательным и большим пальцами, образующими латинскую букву «L», которым Боруц всегда подчёркивает свою преданность «бойцам». Артур также является активным участником Союза болельщиков «Легии» (пол. Stowarzyszenie Kibiców Legii Warszawa) и своим авторитетом он часто помогает фанатам «столичных» в конфликтах с руководством клуба.
14 марта 2020 года у Боруца и четырёх членов персонала клуба «Борнмут» выявили симптомы коронавируса. Все они были изолированы.